# باشتینو
باشتینو (به بلغاری: Bashtino) یک منطقهٔ مسکونی در بلغارستان است که در شهرستان کاردژالی واقع شده‌است.